# Assassinato de Maxciel Pereira dos Santos
O assassinato de Maxciel Pereira dos Santos aconteceu no dia 6 de setembro de 2019. Ele foi executado com um tiro na cabeça em Tabatinga enquanto dirigia de moto com sua esposa e enteada. Suspeita-se que sua morte tenha sido encomendada por seu trabalho contra o garimpo, à exploração ilegal de madeira, à caça e à pesca ilegais na região.

## Vítima
Maxciel Pereira dos Santos, conhecido como Tabatinga, tinha 34 anos. Foi ex-militar da Aeronáutica e era um indigenista servidor da Fundação Nacional do Índio (Funai) por mais de doze anos, chefiando, por cinco anos, o Serviço de Gestão Ambiental e Territorial da Coordenação Regional do Vale do Javari. Era conhecido por ser um servidor "duro". Na época, em que morreu, tinha sido desligado oficialmente da Funai no governo Temer e trabalhava como colaborador da Fundação na coordenação da Frente de Proteção Etnoambiental nas operações de combate ao garimpo, à exploração ilegal de madeira, à caça e à pesca ilegais. Na época em que foi assassinado, ele e Bruno Pereira estavam ajudando a Polícia Federal (PF) na organização da Operação Korubo, focada no combate ao garimpo ilegal no rio Jutaí. Ele tinha 11 irmãos e era casado e tinha uma filha de nove anos, do antigo casamento de sua esposa.
Ele já havia recebido diversas ameaças de morte e a base onde trabalhava, em Ituí-Itacoaí, havia sido atacada quatro vezes. Após o assassinato, os invasores de terra disseram que tinham uma lista e iriam matar mais pessoas.

## Assassinato
Em 6 de setembro de 2019, por volta das 18h30, Maxciel estava dirigindo sua moto pela Avenida da Amizade, em Tabatinga, com sua mulher e enteada, quando dois homens se aproximaram e atiraram em sua cabeça. Seu assassinato ocorreu em público. Ele foi socorrido pelo Serviço de Atendimento Móvel de Urgência (Samu) e levado para o hospital do Exército, onde faleceu. A suspeita da família era que a morte foi retaliação por seu trabalho com indígenas na região do Vale do Javari.

## Reações
Os Indigenistas Associados (INA) demonstram preocupação com o crime e pediram sua investigação. A União dos Povos Indígenas do Vale do Javari (Univaja) informou que acionou o Ministério Público Federal (MPF) e a PF. A Funai lamentou a morte e afirmou ter repassado as informações para a PF.
O assassinato teve repercussão em jornais como Reuters, The Guardian, The Insider e BBC.

## Investigação
O caso foi inicialmente investigado pela Polícia Civil do Amazonas, e o laudo cadavérico original concluiu que Maxciel morreu com dois tiros na cabeça.
Em 15 de setembro de 2022, a PF retomou as investigações. De acordo com a nova linha de investigação, Maxciel teria sido executado pelo mesmo grupo de pesca ilegal e narcotraficantes que mataram Bruno Pereira e Dom Phillips em 2022. O novo inquérito é baseado em investigação paralela feita pela família, que entregou para a PF em 2021 um cartão de memória contendo gravações, supostos valores pagos aos executores e nomes de testemunhas. O principal suspeito era Rubens Villar, o "Colômbia".
Em 4 de outubro, seu corpo foi exumado pela PF, com o objetivo de identificar a cápsula do projétil que o acertou. Também foram coletadas amostras de DNA e saliva. O novo laudo cadavérico indicou que Maxciel morreu com apenas um tiro na cabeça, e a PF concluiu que as autoridades do caso foram negligentes e que a autópsia foi feita por pessoas inexperientes.
No dia 19 de maio de 2023, a PF considerou que a Funai foi relapsa aos casos de ameaças e assassinatos que estavam ocorrendo na região e indiciou Marcelo Xavier, ex-diretor da Fundação, e Alcir Amaral Teixeira, ex-coordenador de monitoramento territorial da Fundação, por homicídio qualificado e omissão de cadáver com dolo eventual pelo assassinato de Bruno Pereira e Dom Phillips.